# Kristina Keneallyová
Kristina Keneallyová (* 19. prosince 1968, Las Vegas, Nevada, Spojené státy americké) je australská politička z Australské strany práce, od 4. prosince 2009 do 28. března 2010 premiérka Nového Jižního Walesu a od roku 2008 zároveň ministryně pro Redfern a Waterloo. Od roku 2003 zasedá v parlamentu Nového Jižního Walesu za volební obvod Heffron, v letech 2007–2009 vystřídala několik ministerských funkcí.

## Osobní život
Je vdaná za Australana Bena Keneallyho, synovce australského spisovatele Thomase Keneallyho. Seznámila se s ním v roce 1991 na Světových dnech mládeže v Čenstochové a má s ním dva syny, Daniela a Brendana. Je římskokatolického vyznání. Od roku 2000 má australské občanství.